# 霍普金斯山 (亞利桑那州)
霍普金斯山（Mount Hopkins）是一個位於美國亞利桑那州聖克魯斯縣的山峰，屬於聖塔瑞塔山脈的一部分。弗雷德·勞倫斯·惠普爾天文台位於這座山。霍普金斯山在科羅納多國家森林範圍內，以1865年布坎南堡戰役中陣亡的吉爾伯特·霍普金斯命名。

## 外部連結
- MOUNT HOPKINS SITE INFORMATION （页面存档备份，存于）